# Ifugao (prowincja)
Ifugao – prowincja na Filipinach w regionie Cordillera Administrative Region, położona w północno-środkowej części wyspy Luzon. Od zachodu graniczy z prowincją Benguet, od północy z prowincją Mountain Province, od wschodu z prowincją Isabela, od południa Nueva Vizcaya. Stolicą prowincji jest Lagawe.

## Nazwa
Nazwa pochodzi od słowa pugo, co oznacza „wzgórza” w języku ifugao.

## Historia
Prowincje zamieszkuje lud Ifugao, zajmujący się głównie uprawą ryżu. W okresie panowania hiszpańskiego koloniści założyli puebla w obszarze miasta Kiangan. Hiszpanie zostali wyparci podczas powstania w 1898 roku, w którym uczestniczyły Stany Zjednoczone, przejmując kontrolę nad krajem. W 1905 roku Ifugao było częścią prowincji Old Mountain administrowaną przez gubernatora Luisa Pawida.
Podczas II wojny światowej w Ifugao toczyły się jedne z ostatnich bitew wojny. W górach północnego Luzonu schronienie znalazły oddziały japońskie pod dowództwem Tomoyuki Yamashita (1888–1946) – zwanego Tygrysem Malajów, wyparte wcześniej z Manili. Yamashita skutecznie stosował taktykę opóźniającą i przetrwał aż do 2 września 1945, poddając się na czele sił, które stopniały do 50 tys., co było skutkiem działań kombinowanych oddziałów amerykańsko-filipińskich.
Prowincja Ifugao powstała w 1968 roku na mocy prawa nr. 4695 z 18 czerwca 1966 roku o podziale większej prowincji Mountain Province na cztery mniejsze prowincje: Benguet, Ifugao, Kalinga-Apayao i Mountain Province. Stolicą Ifugao zostało Lagawe.

## Zabytki

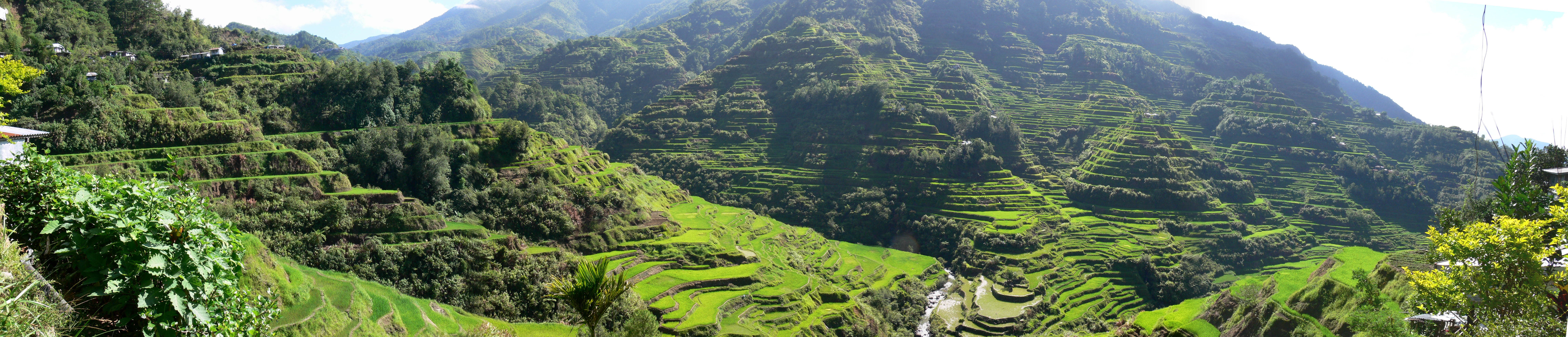
Panoramiczny widok na tarasy w Banaue

- Tarasy ryżowe w Banaue – tarasy rolne na wysokości 1500 m n.p.m., zbudowane przed ok. 2000 lat, w 1995 roku wpisane na listę światowego dziedzictwa UNESCO[4], uznawane przez Filipińczyków za ósmy cud świata[2][5].
- Philippine War Memorial Shrine – pomnik w Kianganie upamiętniający zakończenie II wojny światowej, w formie stylizowany na tradycyjny dom Ifugao[2][5].
- Million Dollar Hill – wzgórze nad Kiangan, którego nazwa pochodzi od milionów dolarów wydanych przez aliantów na bomby i amunicję, zużytą do wyparcia oddziałów japońskich z terenu wzgórza[2][5].
- Apfo – kamienne mauzolea, miejsce pochowku wojowników i lokalnych elit[2][5].
- Jaskinie Makaliwagha i Lebhong – jaskinie, w których chowano pierwszych mieszkańców Mayoyao. Według lokalnej legendy, jaszczurki miały przyprowadzić ludzi do jaskiń i wskazać osobne podziemne sale dla mężczyzn, kobiet i dzieci[5].
- Kamień Lumauig (ang. Lumauig Stone) – wielka czarna skała pośrodku rzeki Balangbang spoczywająca na trzech mniejszych kamieniach. Według lokalnej legendy, lud Mayoyao będzie cieszył się szczęśliwością i potęgą tak długo jak skała będzie stała[5].
- Tama Magat Dam – zapora wodna na rzece Magat[5].